# Fiodor Tiutczew
Fiodor Iwanowicz Tiutczew (ros. Фёдор Иванович Тютчев; ur. 23 listopada?/5 grudnia 1803 w Owstugu, ujezd briański guberni orłowskiej, zm. 15 lipca?/27 lipca 1873 w Carskim Siole) – rosyjski poeta, dyplomata. Prekursor rosyjskich symbolistów.

## Życiorys
Mieszkał w Monachium, Turynie, utrzymywał znajomość z Heinem, Schellingiem. W życiu literackim udziału nie brał i nie uważał się za literata.
Zachowało się około 400 jego wierszy, które są w Rosji wyjątkowo często cytowane. Wczesne jego wiersze powstawały zgodnie z tradycją poetycką XVIII wieku. W latach 30. XIX wieku w jego utworach przeważają tradycje europejskiego (szczególnie niemieckiego) romantyzmu. Jest to liryka filozoficzna (medytatywna), której podstawowymi tematami są: refleksje o wszechświecie, losie człowieka, przyrodzie. W latach 40. XIX wieku napisał kilka artykułów politycznych na temat problemu wzajemnych stosunków Rosji i cywilizacji zachodniej. W latach 50. XIX wieku Tiutczew stworzył szereg przenikliwych wierszy miłosnych, w których miłość pojmowana jest jako tragedia. Te wiersze zostały później połączone w tak zwany „cykl Dienisjewski”, czyli cykl wierszy poświęconych kochance poety E.A. Dienisjewej. W latach 1860–1870 w dorobku poetyckim Tiutczewa znaczne miejsce zajmują wiersze polityczne. Najbardziej znany wiersz: Silentium! – to gorzkie wzywanie do trwania w milczeniu, o tym że człowiek nigdy nie będzie mógł zrozumieć drugiego człowieka. Wers „Kłamstwem jest myśl wypowiedziana” jest jednym z najczęściej cytowanych aforyzmów Tiutczewa, podobnie jak Umysłem Rosji nie zrozumiesz i Nie jest nam dane przewidzieć jak się odezwie nasze słowo. Tiutczew napisał również wiersz powitalny do Mickiewicza, który został znaleziony w archiwum polskiego wieszcza.

## Nacjonalizm i wrogość wobec narodu polskiego
Tiutczew jako rosyjski nacjonalista i panslawista był jednym z najzagorzalszych piewców imperializmu rosyjskiego. 8 listopada 1863 podpisał adres hołdowniczy do Michaiła Murawiowa „Wieszatiela” w uznaniu jego zasług w tłumieniu powstania styczniowego. Warto nadmienić, że nie uczynił tego nawet wnuk rzeźnika Pragi z 1794 Aleksandra Suworowa, mówiąc, iż nie złoży swojego podpisu pod adresem dla ludożercy. Stało się to powodem bezpardonowego ataku Tiutczewa na wnuka Suworowa, w wierszu, w którym chwali Murawiowa i zdobywcę Warszawy w 1794. Swoją nienawiść do Polski i polskiego narodu wyrażał także w innych utworach (np. Как дочь родную на закланье..., napisany po upadku Warszawy w 1831).
W 1842, w liście kierowanym do Mickiewicza, a zatytułowanym Epître à l’Apôtre (Posłanie do apostoła) znalazł się wiersz adresowany do polskiego wieszcza Od Rosjanina po przeczytaniu urywków z prelekcji Pana Mickiewicza, który to znany jest z omówienia od 1973 r., a jego pełny oryginalny tekst został opublikowany dopiero w 1994 r. przez Jana Orłowskiego w „Slavia Orientalis”. Wiersz, który przechowywany jest wśród rękopisów biblioteki Muzeum Adama Mickiewicza w Paryżu, nie doczekał się jeszcze polskiego przekładu poetyckiego. Oprócz tego, ze wiersz jest „natchnionym hymnem” na cześć Mickiewicza, to, jak pisze Orłowski, „powstał z inspiracji wykładów Mickiewicza o literaturze słowiańskiej i wyraża charakterystyczną ewolucję poglądów Tiutczewa na «kwestię polską» i przyszłość Słowiańszczyzny. Świadczy też o czasowym odejściu Tiutczewa od pozycji rusocentryzmu i wielkomocarstwowego szowinizmu”.
Podczas Kongresu Panslawistycznego, który odbył się w Moskwie w roku 1867, napisał wiersz Do Słowian, przewidziany jako powitanie do zgromadzonych. Polska i Polacy zostali tam nazwani „Judaszem Słowiańszczyzny”, za swój opór wobec Imperialnej Rosji, i próbę odzyskania niepodległości. Trzy lata później w wierszu Nad starodawnym ruskim Wilnem, opisał swą radość z rusyfikacji Wilna oraz faktu, iż miasto traci polski charakter. Do samego Mickiewicza apelował, aby ten stał się „Słowianinem” (zgodnie z rosyjską wersją panslawizmu, Rosjanie byli uważani za „prawdziwych” Słowian, zaś inne narody pochodzenia słowiańskiego miały się zlać z narodem rosyjskim) i odrzucił polską tożsamość narodową.

## Wybrana twórczość
- 1822 – Nie jest nam dane przewidzieć jak się odezwie nasze słowo (Когда сочувственно на наше слово…)
- 1828 – Burza wiosenna (ros. Весенняя гроза (Люблю грозу в начале мая…))
- 1830 – Cycero (ros. Цицерон)
- 1830 – Silentium! (oryg. Silentium!)
- 1830 – Jesienny wieczór (ros. Осенний вечер)
- 1830 – Idziemy w rytmie naszych czasów... (ros. За нашим веком мы идем...)
- 1835 – Głosy nocne (ros. Как сладко дремлет сад темно-зелёный...)
- 1836 – Lubię oczęta twe, kochanie (ros. Люблю глаза твои, мой друг…)
- 1836 – W powietrzu duszne trwa milczenie... (ros. В душном воздуха молчанье…)
- 1836 – Wczoraj wśród marzeń czarodziejskich... (ros. Вчера, в мечтах обвороженных…)
- 1840 – Od Rosjanina po przeczytaniu urywków z prelekcji Pana Mickiewicza (ros. От русского по прочтении отрывков из лекций г-на Мицкевича)
- 1848 – Rosyjska geografia (ros. Русская география)
- 1849 – Łzy ludzkie, o łzy człowiecze (ros. Слёзы людские, о слёзы людские)
- 1850 – Droga z Królewca do Petersburga (ros. На возвратном пути)
- 1850 – Zwątpienia, troski odrzuć precz!.. (ros. Не рассуждай, не хлопочи...)
- 1851 – Rozłąka wielkie ma w sobie... (ros. В разлуке есть высокое значенье…)
- 1851 – O Panie, ześlij zdrój ochłody... (ros. Пошли, Господь, свою отраду...)
- 1852 – Ostatnia miłość (ros. Последняя любовь)
- 1855 – Nie Bogu ty służyłeś i nie Rosji... (ros. Не богу ты служил и не России...)
- 1857 – Problème (oryg. Problème)
- 1858 – Ona siedziała na posadzce... (ros. Она сидела на полу)
- 1863 – Jego Wysokości księciu Suworowowi (ros. Его светлости князю А.А. Суворову)
- 1866 – Umysłem Rosji nie zrozumiesz (ros. Умом Россию не понять)
- 1867 – Do Słowian (ros. Славянам)
- 1870 – Nad starodawnym ruskim Wilnem (ros. Над русской Вильной стародавной)

## Nawiązania
Andriej Tarkowski w swoim filmie z 1979 roku Stalker cytuje wiersz Lubię oczęta twe, kochanie.
Także Björk w duecie z Antonym Hegartym śpiewa ten wiersz na płycie Volta, w angielskim tłumaczeniu jako The Dull Flame of Desire.